# Октябрський район (Гомельська область)
Октябрьский район (біл. Акцябрскі раён) — адміністративна одиниця на північному заході Гомельської області. Адміністративний центр — міське селище Октябрський.

## Географія
Площа району становить 1386 км² (16-те місце в області), довжина із заходу на схід — 65 км, з півночі на південь — 43 км. Район розташований у північно-східній частині Прип'ятського Полісся, межує з Петриковським, Калинковицьким і Світлогорськими районами тієї ж області, а також з Бобруйським і Глуським районами Могильовської області і Любанським районом Мінської області. Лісами зайнято 58 % території, сільгоспугіддями — 33 %.
Територією району протікає 10 річок, основні — Птич (найбільша ліва притока Прип'яті) і її притоки Ареса (Ореса) і Нератовка (Неретовка), а також Тремля із притокою Вєтка. Тут же проходить Славковицько-Ямінський зрошувальний канал (ліва притока Ареси). Всі вони відносяться до басейну річки Дніпро.
Територія району багата на корисні копалини, такі як нафта (7 родовищ), калійні й кам'яні солі (2 родовища), промислові води й розсоли, торф (понад 20 родовищ).
Середня температура січня −6,3 °C, липня 18,4 °C. Опадів — 627 мм за рік. Вегетаційний період — 195 днів.
Ґрунти в основному торфово-болотні й дерено-підзолисті.

## Історія
Район утворений 28 червня 1939 року, спочатку входив до складу Поліської області. 20 вересня 1944 року увійшов до складу Бобруйської області, а 8 січня 1954 року став частиною Гомельської області. 25 грудня 1962 року район був скасований, його територія увійшла у Світлогорський район. 30 липня 1966 року район відновлений як самостійна територіальна одиниця під нинішньою назвою.

## Демографія
Населення району — 17 200 людей (на 01.01.2009 р.; 16-те місце), у тому числі в міських умовах проживають 7 800 людей (усі — в районному центрі). Усього налічується 75 населених пунктів, найбільший з яких — міське селище Октябрський.
За національним складу (перепис 1999 р.) населення ділиться на білорусів — 93,8 %, росіян — 3,8 %, українців — 1,3 %, поляків — 0,2 %, циган — 0,2 %, латишів — 0,1 %, молдован — 0,1 %, німців — 0,0 6%, вірменів — 0,05 %, башкир — 0,04 %, азербайджанців — 0,04 %.
Останні 30 років населення району практично безупинно скорочується.

## Економіка
Промисловість у районі розвинена слабко й представлена декількома невеликими підприємствами: заводом сухого знежиреного молока, хлібозаводом, деревообробними підрозділами лісгоспу, будівельними організаціями. У селищі Рабкор розташовані асфальтовий завод і нафтобаза, біля села Любань ведеться нафтовидобуток.
Сільськогосподарські угіддя займають близько 45 тис. га. Основні землекористувачі — 6 сільськогосподарських виробничих кооперативів і 3 комунальні сільськогосподарські унітарні підприємства (КСУП). Також на території району здійснюють діяльність 14 фермерських господарств.
Землі району не відрізняються високою родючістю. Загальний бал кадастрової оцінки сільгоспугідь становить 28,0, ріллі — 30,7.

## Транспорт
Через район проходять залізнична лінія Рабкор — Бобруйськ, що раніше була з'єднана з лінією Берестя — Гомель. Під час рейкової війни лінія була зруйнована й по закінченні німецько-радянської війни так і не була відновлена.
Автошляхи: Глуськ — Озаричі, Паричі — Копаткевичі.

## Визначні пам'ятки
На території Октябрського району перебуває 113 пам'яток культурної спадщини, з них 101 пам'ятка історії й культури, 12 — археології. У Державний список історико-культурних цінностей Республіки Білорусь включені 7 пам'яток.